# Зейдевінд
Зейдевінд (нід. Zijdewind) — село в нідерландській провінції Північна Голландія. Входить до муніципалітету Голландс-Крон.
Його площа становить 2,24 км², а населення станом на 2021 рік складало 405 осіб.
Перша згадка про населений пункт датується 1421 роком.